# Montalegre e Padroso
Montalegre e Padroso (oficialmente: União das Freguesias de Montalegre e Padroso) é uma freguesia portuguesa do município de Montalegre, com 32,15 km² de área e 1772 habitantes (censo de 2021). A sua densidade populacional é 55,1 hab./km².

## História
Foi criada aquando da reorganização administrativa de 2012/2013,  resultando da agregação das antigas freguesias de Montalegre e Padroso.

## Demografia
A população registada nos censos foi:
| Distribuição da População por Grupos Etários | Distribuição da População por Grupos Etários | Distribuição da População por Grupos Etários | Distribuição da População por Grupos Etários | Distribuição da População por Grupos Etários | Distribuição da População por Grupos Etários |
| -------------------------------------------- | -------------------------------------------- | -------------------------------------------- | -------------------------------------------- | -------------------------------------------- | -------------------------------------------- |
| Antes da agregação                           |                                              |                                              |                                              |                                              |                                              |
| Ano                                          | 0-14 anos                                    | 15-24 anos                                   | 25-64 anos                                   | >= 65 anos                                   | Total                                        |
| 2001                                         | 313                                          | 261                                          | 1016                                         | 346                                          | 1936                                         |
| 2011                                         | 235                                          | 217                                          | 1019                                         | 452                                          | 1923                                         |
| Após a agregação                             |                                              |                                              |                                              |                                              |                                              |
| Ano                                          | 0-14 anos                                    | 15-24 anos                                   | 25-64 anos                                   | >= 65 anos                                   | Total                                        |
| 2021                                         | 177                                          | 165                                          | 889                                          | 541                                          | 1772                                         |